# Кадамґаг (Марказі)
Кадамґаг (перс. قدمگاه) — село в Ірані, у дегестані Кара-Кагріз, у бахші Кара-Кагріз, шагрестані Шазанд остану Марказі. За даними перепису 2006 року, його населення становило 2012 осіб, що проживали у складі 592 сімей.

## Клімат
Середня річна температура становить 12,28 °C, середня максимальна – 30,84 °C, а середня мінімальна – -8,65 °C. Середня річна кількість опадів – 280 мм.
| Клімат поселення                              | Клімат поселення | Клімат поселення | Клімат поселення | Клімат поселення | Клімат поселення | Клімат поселення | Клімат поселення | Клімат поселення | Клімат поселення | Клімат поселення | Клімат поселення | Клімат поселення | Клімат поселення |
| Показник                                      | Січ.             | Лют.             | Бер.             | Квіт.            | Трав.            | Черв.            | Лип.             | Серп.            | Вер.             | Жовт.            | Лист.            | Груд.            |                  |
| Середній максимум, °C                         | 7,25             | 9,20             | 13,30            | 18,54            | 23,69            | 29,14            | 30,84            | 30,62            | 25,92            | 20,14            | 13,63            | 7,94             |                  |
| Середня температура, °C                       | −0,68            | 1,26             | 5,36             | 10,60            | 15,76            | 21,20            | 24,98            | 24,76            | 20,06            | 14,26            | 7,77             | 2,07             |                  |
| Середній мінімум, °C                          | −8,65            | −6,69            | −2,59            | 2,66             | 7,82             | 13,26            | 19,12            | 18,89            | 14,19            | 8,39             | 1,89             | −3,8             |                  |
| Норма опадів, мм                              | 42               | 39               | 51               | 36               | 29               | 4                | 1                | 1                | 0                | 8                | 28               | 41               |                  |
| Середньомісячна швидкість вітру, м/с          | 1.77             | 2.24             | 3.17             | 3.32             | 2.84             | 2.48             | 2.44             | 2.39             | 2.32             | 2.20             | 1.70             | 1.91             |                  |
| Середньомісячна сонячна радіація, кДж/м²·день | 9290             | 12560            | 15030            | 18347            | 22339            | 26954            | 25871            | 24186            | 21306            | 15844            | 10961            | 9008             |                  |
| --------------------------------------------- | ---------------- | ---------------- | ---------------- | ---------------- | ---------------- | ---------------- | ---------------- | ---------------- | ---------------- | ---------------- | ---------------- | ---------------- | ---------------- |
| Джерело:                                      |                  |                  |                  |                  |                  |                  |                  |                  |                  |                  |                  |                  |                  |